# ناروجین، استرالیای غربی
ناروجین (به انگلیسی: Narrogin) یک شهرک در استرالیا است که در استرالیای غربی واقع شده‌است.

## خواهرخوانده
شهر علی صبیح خواهرخواندهٔ ناروجین، استرالیای غربی هست.